# Chad Mendes
Chad Edward Mendes (Hanford, 1 de maio de 1985) é um lutador de artes marciais mistas norte-americano que compete no Ultimate Fighting Championship, no peso-pena.

## Carreira Wrestling

### High School
Wrestling para Hanford da High School, Mendes acabou em 8.º no estado da Califórnia como um estudante do segundo ano 103 libras em 2001. Ele ficou em 5.º como um júnior em 112 libras em 2002. E 3.º como um sênior em uma 119 libras em 2003. Mendes também era um cadete

### NCAA
Mendes lutou por Cal Poly em San Luis Obispo, CA. Ele terminou sua carreira com um registro global de 64-14. Como sênior, Mendes terminou o ano com um recorde de 30-1; ele ficou 2.º em 2008 no campeonato NCAA em £141, perdendo para Ohio Estado J Jaggers na disputa do título. Mendes também recebeu honras All-American em 2006, terminando em sexto em £125.

## Carreira Artes Marciais Mistas

### Início de carreira
Após a conclusão de sua carreira de wrestling NCAA, Chad Mendes começou a treinar MMA na equipe Team Alpha Male. Ele começou a lutar o Palace Fighting Championship e ficou invicto.

### World Extreme Cagefighting
Mendes fez sucesso na sua estreia no WEC contra o Erik Koch em 6 de março, 2010 at WEC 47. Ele ganhou a luta por decisão unânime, apesar de um corte acima do olho direito que foi examinado durante a luta para ver se ele poderia continuar. Mendes enfrentou Anthony Morrison, substituindo o lesionado Mackens Semerzier, e venceu por finalização no primeiro round.
Mendes enfrentou Cub Swanson em 18 de agosto, 2010 no WEC 50. Ele ganhou a luta por decisão unânime. Mendes enfrentou Javier Vázquez em 11 de novembro, 2010 no WEC 52 e o derrotou por decisão unânime. Ele utilizou o seu impressionante wrestling, muito superior ao do adversário, para controlar a luta.

### Ultimate Fighting Championship
Em 28 de outubro de 2010, o World Extreme Cagefighting se fundiu com o Ultimate Fighting Championship. Como parte da fusão, todos os lutadores do WEC foram transferidos para o UFC. Mendes fez sua estreia no UFC contra o veterano e faixa preta de judô Michihiro Omigawa em 5 de fevereiro de 2011, no UFC 126. Ele ganhou a luta por decisão unânime, depois de vencer todos os rounds.
Após o UFC 129, Dana White mencionou na coletiva de imprensa pós-luta, que Mendes poderia ter uma chance pelo título contra o campeão peso-pena do UFC, José Aldo. Embora os dois fossem esperados para lutar no UFC 133, Aldo se afastou até outubro, para se recuperar de várias lesões sofridas durante a luta contra Hominick. Mendes enfrentou Rani Yahya em 6 de agosto, 2011 no UFC 133. Ele ganhou a luta por decisão unânime.
No dia 14 de janeiro de 2012, Mendes lutou contra o temido campeão peso-pena do UFC, José Aldo, valendo o cinturão da categoria, no UFC 142. O americano foi derrotado faltando 1 segundo para o término do primeiro round, conhecendo a primeira derrota como profissional de MMA.
Mendes se recuperou da derrota ao vencer Cody McKenzie por nocaute no primeiro round em 7 de julho de 2012 no UFC 148.
Mendes era esperado para enfrentar Hacran Dias em 15 de dezembro de 2012 no UFC on FX: Sotiropoulos vs. Pearson. Mas, Dias se lesionou dias antes do evento e foi chamado as pressas o australiano que faria sua estreia na promoção, Yaotzin Meza. Mendes venceu por nocaute no primeiro round.
Mendes era esperado para enfrentar Manny Gamburyan em 23 de fevereiro de 2013 no UFC 157. Porém, Gamburyan se retirou da luta com uma lesão e Mendes foi retirado do card.
Mendes lutaria em 20 de abril de 2013 no UFC on Fox: Henderson vs. Melendez. Mas, pela terceira vez seguida, Mendes teve seu adversário lesionado, dessa vez Clay Guida. Seu substituto foi Darren Elkins e Chad venceu por nocaute técnico no primeiro round.
A luta contra Clay Guida foi remarcada para 31 de agosto de 2013 no UFC 164. Mendes venceu por nocaute técnico no terceiro round.
Mendes enfrentou Nik Lentz em 14 de dezembro de 2013 no UFC on Fox: Johnson vs. Benavidez II. Mendes controlou a luta tanto em pé quanto no chão com boas posições e acertando fortes golpes quase nocauteando Lentz, vencendo por Decisão Unânime.
Mendes era esperado para enfrentar José Aldo novamente pelo Cinturão Peso Pena do UFC em 2 de Agosto de 2014 no UFC 176. No entanto, Aldo sofreu uma lesão e o evento acabou sendo cancelado. A luta foi remarcada para o UFC 179, no Rio de Janeiro. Chad novamente foi derrotado pelo campeão, dessa vez a luta foi para a decisão, e Chad foi derrotado de forma unânime, em uma ótima luta.
Mendes enfrentou o também ex-desafiante Ricardo Lamas em 4 de Abril de 2015 no UFC Fight Night: Mendes vs. Lamas e o venceu por nocaute técnico ainda no primeiro round.
Como José Aldo lesionou a costela, Mendes foi escolhido como o substituto de José Aldo para lutar com Conor McGregor no dia 11 de julho de 2015 em Las Vegas, Nevada. Mendes foi derrotado por nocaute técnico nos últimos segundos do segundo round.
Mendes enfrentou o ex-campeão dos leves Frankie Edgar em 11 de Dezembro de 2015 no TUF 22 Finale. Mendes foi derrotado por nocaute ainda no primeiro round.

## Vida pessoal
Mendes é de ascendência italiana, portuguesa, porto riquenha, iraniana e indiana. Ele se casou em setembro de 2010 com Danielle.

## Cartel no MMA
| Cartel no MMA   |             |            |
| 23 lutas        | 18 vitórias | 5 derrotas |
| Por nocaute     | 8           | 4          |
| Por finalização | 2           | 0          |
| Por decisão     | 8           | 1          |

| Res.    | Cartel | Oponente              | Método                          | Evento                                 | Data       | Round | Tempo | Local                      | Notas                                                                                         |
| ------- | ------ | --------------------- | ------------------------------- | -------------------------------------- | ---------- | ----- | ----- | -------------------------- | --------------------------------------------------------------------------------------------- |
| Derrota | 18-5   | Alexander Volkanovski | Nocaute Técnico (socos)         | UFC 232: Jones vs. Gustafsson II       | 29/12/2018 | 2     | 4:14  | Inglewood, California      | Luta da Noite. Após a luta, se aposentou do MMA.                                              |
| Vitória | 18-4   | Myles Jury            | Nocaute Técnico (socos)         | UFC Fight Night: dos Santos vs. Ivanov | 14/07/2018 | 1     | 2:52  | Boise, Idaho               | Performance da Noite.                                                                         |
| Derrota | 17-4   | Frankie Edgar         | Nocaute (soco)                  | TUF 22 Finale                          | 11/12/2015 | 1     | 2:28  | Las Vegas, Nevada          | Mendes foi pego no doping em 2016 por uso de substâncias proibidas e foi suspenso por 2 anos. |
| Derrota | 17-3   | Conor McGregor        | Nocaute Técnico (socos)         | UFC 189: Mendes vs. McGregor           | 11/07/2015 | 2     | 4:57  | Las Vegas, Nevada          | Pelo Cinturão Peso Pena Interino do UFC.                                                      |
| Vitória | 17-2   | Ricardo Lamas         | Nocaute Técnico (socos)         | UFC Fight Night: Mendes vs. Lamas      | 04/04/2015 | 1     | 2:45  | Fairfax, Virgínia          | Performance da Noite.                                                                         |
| Derrota | 16-2   | José Aldo             | Decisão (unânime)               | UFC 179: Aldo vs. Mendes II            | 25/10/2014 | 5     | 5:00  | Rio de Janeiro             | Pelo Cinturão Peso Pena do UFC ; Luta da Noite; Luta do Ano (2014).                           |
| Vitória | 16-1   | Nik Lentz             | Decisão (unânime)               | UFC on Fox: Johnson vs. Benavidez II   | 14/12/2013 | 3     | 5:00  | Sacramento, California     |                                                                                               |
| Vitória | 15-1   | Clay Guida            | Nocaute Técnico (socos)         | UFC 164: Henderson vs. Pettis II       | 31/08/2013 | 3     | 0:30  | Milwaukee, Wisconsin       | Nocaute da Noite.                                                                             |
| Vitória | 14-1   | Darren Elkins         | Nocaute Técnico (socos)         | UFC on Fox: Henderson vs. Melendez     | 20/04/2013 | 1     | 1:08  | San Jose, California       |                                                                                               |
| Vitória | 13-1   | Yaotzin Meza          | Nocaute (socos)                 | UFC on FX: Sotiropoulos vs. Pearson    | 14/12/2012 | 1     | 1:55  | Gold Coast, Queensland     |                                                                                               |
| Vitória | 12-1   | Cody McKenzie         | Nocaute Técnico (soco no corpo) | UFC 148: Silva vs. Sonnen II           | 07/07/2012 | 1     | 0:31  | Las Vegas, Nevada          |                                                                                               |
| Derrota | 11-1   | José Aldo             | Nocaute (joelhada)              | UFC 142: Aldo vs. Mendes               | 14/01/2012 | 1     | 4:59  | Rio de Janeiro             | Pelo Cinturão Peso Pena do UFC.                                                               |
| Vitória | 11-0   | Rani Yahya            | Decisão (unânime)               | UFC 133: Evans vs. Ortiz               | 06/08/2011 | 3     | 5:00  | Philadelphia, Pennsylvania |                                                                                               |
| Vitória | 10-0   | Michihiro Omigawa     | Decisão (unânime)               | UFC 126: Silva vs. Belfort             | 05/02/2011 | 3     | 5:00  | Las Vegas, Nevada          | Estréia no UFC.                                                                               |
| Vitória | 9-0    | Javier Vazquez        | Decisão (unânime)               | WEC 52: Faber vs. Mizugaki             | 11/11/2010 | 3     | 5:00  | Las Vegas, Nevada          |                                                                                               |
| Vitória | 8-0    | Cub Swanson           | Decisão (unânime)               | WEC 50: Cruz vs. Benavidez             | 18/08/2010 | 3     | 5:00  | Las Vegas, Nevada          |                                                                                               |
| Vitória | 7-0    | Anthony Morrison      | Finalização (guilhotina)        | WEC 48: Aldo vs. Faber                 | 24/04/2010 | 1     | 2:13  | Sacramento, California     |                                                                                               |
| Vitória | 6-0    | Erik Koch             | Decisão (unânime)               | WEC 47: Bowles vs. Cruz                | 06/03/2010 | 3     | 5:00  | Columbus, Ohio             | Estréia no WEC.                                                                               |
| Vitória | 5-0    | Mike Joy              | Decisão (unânime)               | Tachi Palace Fights 1: Most Wanted     | 08/10/2009 | 3     | 5:00  | Lemoore, California        |                                                                                               |
| Vitória | 4-0    | Steven Siler          | Nocaute (socos)                 | PFC: Best of Both Worlds 3             | 16/07/2009 | 1     | 0:44  | Lemoore, California        |                                                                                               |
| Vitória | 3-0    | Art Arciniega         | Decisão (unânime)               | PFC: Best of Both Worlds 2             | 23/04/2009 | 3     | 3:00  | Lemoore, California        |                                                                                               |
| Vitória | 2-0    | Leland Gridley        | Nocaute Técnico (socos)         | PFC: Best of Both Worlds               | 06/02/2009 | 2     | 1:58  | Lemoore, California        |                                                                                               |
| Vitória | 1-0    | Giovanni Encarnacion  | Finalização (mata leão)         | PFC 10: Explosive                      | 26/08/2008 | 1     | 2:06  | Lemoore, California        |                                                                                               |